# العلاقات الدنماركية الإيطالية
العلاقات الدنماركية الإيطالية هي العلاقات الثنائية التي تجمع بين الدنمارك وإيطاليا.

## مقارنة بين البلدين
هذه مقارنة عامة ومرجعية للدولتين:
| وجه المقارنة                                              | الدنمارك                                                     | إيطاليا                                                  |
| --------------------------------------------------------- | ------------------------------------------------------------ | -------------------------------------------------------- |
| المساحة (كم2)                                             | 42.92 ألف                                                    | 301.34 ألف                                               |
| عدد السكان (نسمة)                                         | 5.79 مليون                                                   | 60.60 مليون                                              |
| الكثافة السكانية (ن./كم²)                                 | 134.9                                                        | 201.1                                                    |
| العاصمة                                                   | كوبنهاغن                                                     | روما، فلورنسا، تورينو                                    |
| اللغة الرسمية                                             | اللغة الدنماركية                                             | اللغة الإيطالية                                          |
| العملة                                                    | كرونة دنماركية                                               | يورو، ليرة إيطالية                                       |
| الناتج المحلي الإجمالي (بليون دولار)                      | 324.87 مليار                                                 | 1.93 تريليون                                             |
| الناتج المحلي الإجمالي (تعادل القوة الشرائية) بليون دولار | 278.61 مليار                                                 | 2.26 تريليون                                             |
| الناتج المحلي الإجمالي الاسمي للفرد دولار أمريكي          | 51.99 ألف                                                    | 29.96 ألف                                                |
| الناتج المحلي الإجمالي للفرد دولار أمريكي                 | 45.54 ألف                                                    | 35.46 ألف                                                |
| مؤشر التنمية البشرية                                      | 0.900                                                        | 0.873                                                    |
| رمز المكالمات الدولي                                      | +45                                                          | +39                                                      |
| رمز الإنترنت                                              | .dk                                                          | .it                                                      |
| المنطقة الزمنية                                           | توقيت وسط أوروبا، ت ع م+02:00، ت ع م+01:00، أوروبا/كوبنهاجن ‏ | توقيت وسط أوروبا، ت ع م+01:00، ت ع م+02:00، أوروبا/روما ‏ |

## مدن متوأمة
في ما يلي قائمة باتفاقيات التوأمة بين مدن دنماركية وإيطالية:
- ترتبط Kolding Municipality [الإنجليزية]‏ مع بيزا باتفاقية توأمة منذ 1991.[16][17][18][16]
- ترتبط هولستيبرو مع بيلاجيو باتفاقية توأمة.
- ترتبط كولدنغ مع بيزا باتفاقية توأمة منذ 1946.[18][16][17][18]
- ترتبط هيليسينكور مع سانريمو باتفاقية توأمة منذ 1992.[19][20]
- ترتبط Høje-Taastrup Municipality [الإنجليزية]‏ مع سبوتورنو باتفاقية توأمة منذ 1978.
- ترتبط Rønne [الإنجليزية]‏ مع كرارا باتفاقية توأمة.

## منظمات دولية مشتركة
يشترك البلدان في عضوية مجموعة من المنظمات الدولية، منها:
| علم المنظمة | اسم المنظمة                               | تاريخ انضمام الدنمارك | تاريخ انضمام إيطاليا |
| ----------- | ----------------------------------------- | --------------------- | -------------------- |
|             | مجلس أوروبا                               | ?                     | 5 مايو 1949          |
|             | منظمة التعاون الاقتصادي والتنمية          | ?                     | 29 مارس 1962         |
|             | منظمة التجارة العالمية                    | 1995                  | 1995                 |
|             | المنظمة الأوروبية لسلامة الملاحة الجوية   | 1994                  | 1996                 |
|             | المرصد الأوروبي الجنوبي                   | 1967                  | 1982                 |
|             | الاتحاد البريدي العالمي                   | ?                     | ?                    |
|             | الاتحاد الأوروبي                          | 1973                  | 25 مارس 1957         |
|             | حلف شمال الأطلسي                          | 4 أبريل 1949          | 4 أبريل 1949         |
|             | مجموعة الموردين النوويين                  | ?                     | ?                    |
|             | يونسكو                                    | 4 نوفمبر 1946         | ?                    |
|             | اتفاقية السماوات المفتوحة                 | ?                     | ?                    |
|             | مؤسسة التمويل الدولية                     | 20 يوليو 1956         | 27 ديسمبر 1956       |
|             | المركز الدولي لتسوية المنازعات الاستشارية | 24 مايو 1968          | 28 أبريل 1971        |
|             | الفريق المعني برصد الأرض                  | ?                     | ?                    |
|             | بنك التنمية الآسيوي                       | 1966                  | 1966                 |
|             | منظمة حظر الأسلحة الكيميائية              | ?                     | ?                    |
|             | مؤسسة التنمية الدولية                     | 30 نوفمبر 1960        | 24 سبتمبر 1960       |
|             | مجموعة أستراليا                           | 1985                  | 1985                 |
|             | منظمة الأمن والتعاون في أوروبا            | 25 يونيو 1973         | 25 يونيو 1973        |
|             | مركز تنسيق الحركة في أوروبا ‏              | ?                     | ?                    |
|             | نظام تحكم تكنولوجيا القذائف               | 1990                  | 1987                 |
|             | وكالة ضمان الاستثمار متعدد الأطراف        | 12 أبريل 1988         | 29 أبريل 1988        |
|             | الاتحاد الدولي للاتصالات                  | 1866                  | 1866                 |
|             | منظمة الشرطة الجنائية الدولية             | ?                     | ?                    |
|             | الأمم المتحدة                             | 24 أكتوبر 1945        | 14 ديسمبر 1955       |
|             | البنك الدولي للإنشاء والتعمير             | 30 نوفمبر 1960        | 27 مارس 1947         |
|             | وكالة الفضاء الأوروبية                    | ?                     | ?                    |
|             | البنك الإفريقي للتنمية                    | ?                     | ?                    |
|             | اتحاد المدفوعات الأوروبي ‏                 | ?                     | ?                    |

## أعلام
هذه قائمة لبعض الشخصيات التي تربطها علاقات بالبلدين:
- نيكولاوس أمير اليونان والدنمارك (1 أكتوبر 1969 – )

## وصلات خارجية
- موقع وزارة الخارجية الدنماركية
- موقع وزارة الخارجية الإيطالية